# 村山谈话
村山談話是在1995年8月15日（即第二次世界大戰日本宣佈無條件投降50周年紀念日），村山富市以时任日本内閣總理大臣名義發表的談話。
該次講話中日本政府承認，日本藉由殖民統治和侵略，對許多國家的人民造成重大傷害與痛苦，特別是亞洲國家。該談話受到中、韩等曾遭受日本殖民禍害的國家及日本國内部分人士的肯定。日本右翼團體則稱外交手腕過於軟弱，痛批其徹底否定日本的文明建設。

## 評價與繼承
2013年7月，動畫導演宮崎駿在吉卜力工作室免費月刊《熱風》2013年7月號借村山談話批評現在日本的政府和政黨首腦缺乏歷史觀、沒唸書，他們只會聽佞臣之言決定方針，結果他們在國際社會踢到鐵板就立刻慌張地改口「基本上尊重村山談話」。
2013年7月7日，村山富市在日本新潟市演講，嚴厲批判日本內閣總理大臣安倍晉三企圖修改村山談話的意向，認為此舉不僅將使日本在國際政治失去信譽、也是背叛歷代自由民主黨政權的行為，“如果對村山談話進行修改，不承認‘侵略’事實，那麼這個談話不就變成了一個謊言？歷代自民黨政權一直強調要繼承這一談話精神，也是否意味著在撒謊？”
2014年1月24日，日本外務大臣岸田文雄在日本國會就外交政策發表演說，表示將繼承村山談話等過去日本內閣的歷史認識，就安倍晉三參拜靖國神社一事尋求中韓兩國的理解，「今後也將堅持走和平國家的道路」。
2014年5月，針對第2次安倍內閣宣布調查河野談話一事，村山富市說，「且不說前韓國慰安婦的證言可信與否，（日軍強徵韓國婦女充當慰安婦）當時的強制性可想像，並非是事實就一定有記載，那樣的事不可能有紀錄」。
2015年4月1日，村山富市接受鳳凰衛視訪問時說，安倍晉三曾經質疑，並非只有日本進行殖民統治和侵略，很多大國都有過同樣行為，「為何只有日本必須道歉，是日本哪裡做得不對」；在他看來，安倍晉三宣稱將整體繼承村山談話，只是表面文章。
2015年5月18日，村山富市呼籲安倍晉三發表第二次世界大戰結束70周年紀念日談話時效法村山談話，他說，如果村山談話只是他的個人發言，就不會有太大價值；但村山談話是獲內閣會議通過的決議，所以重要性不同；村山談話中提到「深切懊悔」與「誠心道歉」，日本歷任內閣「也自此向世界承諾，他們會遵守聲明」；安倍晉三似乎準備在第二次世界大戰結束70周年紀念日談話中「淡化」道歉的部份，他認為這是錯誤的舉動。
2015年6月25日，中國社會科學院日本研究所副院長高洪說，日本首相以個人或首相身分發表談話並無本質區別，“就算是個人，也能代表國家意志。比如村山談話就是在爭議聲中坐實的——談話以村山富市個人名義發表，卻被視作日本對戰爭受害國的政治承諾。”
2015年7月17日，日本的國際法、歷史及國際政治各領域專家學者共74人聯名發表聲明，要求安倍晉三在第二次世界大戰結束70周年紀念日談話中，繼承承認過去大戰的“殖民統治和侵略”並表明“深刻反省和由衷道歉”的以往談話；聲明強調，倘若不採用村山談話與小泉談話中包括的“由衷道歉”一詞，會引起國際關注，談話本身會受到負面評價，甚至會使日本政府一直以來強調的對過去的反省遭到誤解與不信任。此74人中，包括明治大學特聘教授大沼保昭、東京大學名譽教授三谷太一郎、前聯合國難民事務高級專員緒方貞子、作家半藤一利及東京大學名譽教授和田春樹。
2015年8月14日，安倍晉三發表了較為軟化的第二次世界大戰結束70周年紀念日談話，韓國新政治民主联合發言人金聖洙對此表示，虽然包含村山谈话的四大核心措辞——“谢罪”、“反省”、“侵略”、“殖民统治”，但缺乏诚意，巧妙地逃避责任，让人失望。
2015年8月31日，前德国总理施罗德接受新华社记者书面采访时说，“直面历史，以坦诚和批判性的方式对历史追根问底”对每个国家都很重要，“愿意寻求和解和原谅”同样重要，“在日本，也有一些重要的动议。以日本前首相村山富市为例，1995年，他在谈话中反省侵略战争历史，为殖民统治和侵略历史谢罪。亚洲人民应该延续这条和解之路。”
2018年6月25日，和田春树在《三联生活周刊》的专访中说，在村山谈话与河野谈话画定了基线之后，“所有后继的日本首相都不得不就历史问题做出某种程度的反省，哪怕内心不完全赞同”；安倍晋三也不例外，所以“尽管他的确有否定村山谈话的念头，但在谋士的进谏之下，还是不得不采取一种隐蔽的模糊化处理”。